# Förenta nationernas klimatkonferens 2021
Förenta nationernas klimatkonferens 2021 var FN:s 26:e klimatkonferens som hölls i Glasgow i Skottland 31 oktober–12 november 2021. Konferensen var ursprungligen planerad att hållas i november 2020, men sköts fram ett år på grund av coronaviruspandemin. Storbritannien stod värd för mötet, i samarbete med Italien. Mötet hålls normalt årligen mellan parterna i Förenta nationernas ramkonvention om klimatförändringar (UNFCCC) och detta var det 26:e i ordningen, därav förkortningen COP26 ("Conference of the Parties").

## Senareläggning
Värdnationerna Storbritannien och Italien drabbades hårt av coronavirusutbrottet 2020–21. Den planerade lokalen för konferensen, Scottish Event Campus, gjordes också om till ett tillfälligt sjukhus. Den 1 april 2020 beslutade ledningen för konferensen i samråd med den brittiska regeringen att konferensen skulle skjutas upp. I slutet av maj 2020 enades man om nya datum i november 2021, ett år senare än ursprungligen planerat.

## Förlopp
Lördagen den 30 oktober 2021 anlände den svenska klimataktivisten Greta Thunberg till mötet. Föregående dag hade hon deltagit vid en demonstration i London  där demonstranterna krävde att finansvärlden skulle sluta investera i fossilbränslen.